# لاري وين
لاري وين (بالإنجليزية: Larry Winn)‏ هو سياسي أمريكي، ولد في 22 أغسطس 1919 في كانساس سيتي في الولايات المتحدة، وتوفي في 31 ديسمبر 2017 في بريري فيليج في الولايات المتحدة. حزبياً، نشط في الحزب الجمهوري. وقد انتخب عضو مجلس النواب الأمريكي.